# Врба, Ян (спортсмен)
Ян Врба (чеш. Jan Vrba, 28 января 1982, Яблонец-над-Нисоу) — чешский бобслеист, пилот, выступает за сборную Чехии с 2004 года. Участник двух зимних Олимпийских игр, неоднократный победитель национального первенства, призёр различных этапов Кубка Европы.

## Биография
Ян Врба родился 28 января 1982 года в городе Яблонец-над-Нисоу, Либерецкий край. Активно заниматься бобслеем начал в 2004 году, тогда же в качестве разгоняющего присоединился к национальной команде и дебютировал в Кубке мира — на этапе в австрийском Иглсе их четырёхместный экипаж финишировал, однако, лишь двадцать восьмым. Из-за высокой конкуренции спортсмен долго не мог пробиться в основной состав сборной, так, в 2005 году из всех крупнейших международных соревнований он побывал только на январском этапе мирового кубка в швейцарском Санкт-Морице, где с четвёркой расположился на девятнадцатой строке. Два последующих сезона вынужден был выступать на менее престижном Кубке Европы, потом решил переквалифицироваться в пилота и в новом амплуа занял пятнадцатое место на молодёжном чемпионате мира 2008 года.
В следующих двух сезонах Врба изредка пробивался на Кубок мира и время от времени попадал в двадцатку сильнейших, этих рейтинговых очков ему хватило для квалификации на зимние Олимпийские игры 2010 года в Ванкувер, где впоследствии со своей четвёркой он финишировал шестнадцатым. После завершения карьеры Иво Данилевича Врба стал ведущим пилотом Чехии, в 2011 году впервые поучаствовал в заездах взрослого чемпионата мира, показав на трассе немецкого Кёнигсзее двадцать первый результат с двухместным экипажем и семнадцатый с четырёхместным. Некоторый прогресс наметился в следующем сезоне, когда их четвёрка расположилась на восемнадцатой строке общего зачёта мирового кубка и удачливее выступила на чемпионате мира в Лейк-Плэсиде, заняв восемнадцатое и тринадцатое места в двойках и четвёрках соответственно.
В 2014 году Врба побывал на Олимпийских играх в Сочи, где финишировал двадцать четвёртым в программе двухместных экипажей и шестнадцатым в программе четырёхместных.